# Skupina serpentinu

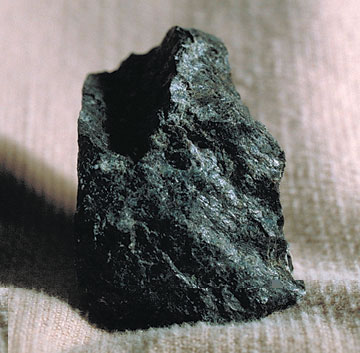
Vzorek serpentinovým minerálů ze sbírek USGS

Skupina serpentinu je skupina horninotvorných hydratovaných Fe-Mg fylosilikátových minerálů krystalizujících v monoklinické nebo rombické soustavě. Patří sem především antigorit, chryzotil a lizardit, skupinu ale celkově tvoří přes 20 minerálů. Vznikají alterací bazických a ultrabazických hornin, tzv. serpentinizací. Jde o hydrotermální proces, při kterém se na hořčík bohaté silikáty, hlavně olivín a Mg-pyroxeny, mění na serpentinové minerály. Obecný vzorec těchto minerálů je (Mg, Fe)3Si2O5(OH)4; kromě zmíněných prvků obsahují i Cr, Mn, Co a Ni.
Označení serpentin pochází z latinského označení serpens — had.
Antigorit vzniká při metamorfóze za vyšších teplot, až okolo 600 °C, v hloubkách až do 60 m. Naopak lizardit a chryzotil většinou při teplotách pod 400 °C. Chrysotil není na rozdíl od lizarditu a antigoritu stabilní. Tyto minerály vytvářejí horninu serpentinit.
Minerály této skupiny jsou obyčejně tmavozelené nebo žlutozelené až šedé barvy, což závisí zejména na obsahu Fe3+ a Fe2+, případně od příměsi Ni. Mají mastný nebo hedvábný lesk a mírně na dotek mají zdánlivě namydlený povrch. Jejich tvrdost v Mohsově stupnici kolísá od 2,5 do 3; hustota se pohybuje kolem 2550 kg/m3.